# Syrrhopodon disciformis
Syrrhopodon disciformis är en bladmossart som beskrevs av Per Karl Hjalmar Dusén 1895. Syrrhopodon disciformis ingår i släktet Syrrhopodon och familjen Calymperaceae. Inga underarter finns listade i Catalogue of Life.